# Aarhus Museum
Aarhus Museum var et aarhusiansk lokalhistorisk museum, der eksisterede fra 1861 til 1969. Museet rummede historiske genstande, antikke gipsafstøbninger, malerier og oldsager, der dog gradvist blev skilt ud og fordelt mellem købstadsmuseet Den Gamle By, Antikmuseet i 1949, Aarhus Kunstmuseuem i 1968 (i dag ARoS) og Moesgaard Museum i 1969. Det betød, at Aarhus fra 1969 stod uden et lokalt bymuseum, indtil oprettelsen af Aarhus Bymuseum i 1993.

## Historie
Aarhus Museums historie begyndte, da en kreds af borgere i 1861 oprettede Den historisk-antikvariske Samling i Aarhus (= ”Oldkammeret”). Samlingen var det tredje museum uden for København efter oprettelsen af museerne i Ribe og Odense og fik med tiden det mere mundrette navn Aarhus Museum. Museet var med til at styrke 1800-tallets nationale vækkelse gennem oplysning om historie og var med til at bryde det københavnske monopol på kulturinstitutioner herunder med Oldnordisk Museums (i dag Nationalmuseet) monopol på museumsdrift i Danmark.
Museet fremviste fra starten sin samling af oldsager sammen med Kunstforeningen af 1847 i det daværende rådhus (nu Kvindemuseet). De to samlinger flyttede i løbet af 1870'erne og 1880'erne sammen til et nyopført hus i Mølleengen. Bygningen kendes i dag under navnet Huset. Her havde museet adresse indtil dets nedlæggelse i 1969.